# Bouchra Hirech
Bouchra Fatima Zohra Hirech (sinh ngày 22 tháng 8 năm 2000) là một vận động viên cử tạ người Algérie.

## Sự nghiệp
Hirech học tại trường Mostaganem. Ở tuổi 15, cô đã giành được huy chương đồng nội dung 75 kg tại Giải vô địch cử tạ châu Phi 2016. Tại Thế vận hội 2016, cô đã thi đấu trong thể loại +75 kg và xếp cuối cùng.